# Stauropathes staurocrada
Stauropathes staurocrada är en korallart som beskrevs av Opresko 2002. Stauropathes staurocrada ingår i släktet Stauropathes och familjen Schizopathidae. Inga underarter finns listade i Catalogue of Life.